# Havajská kreolština

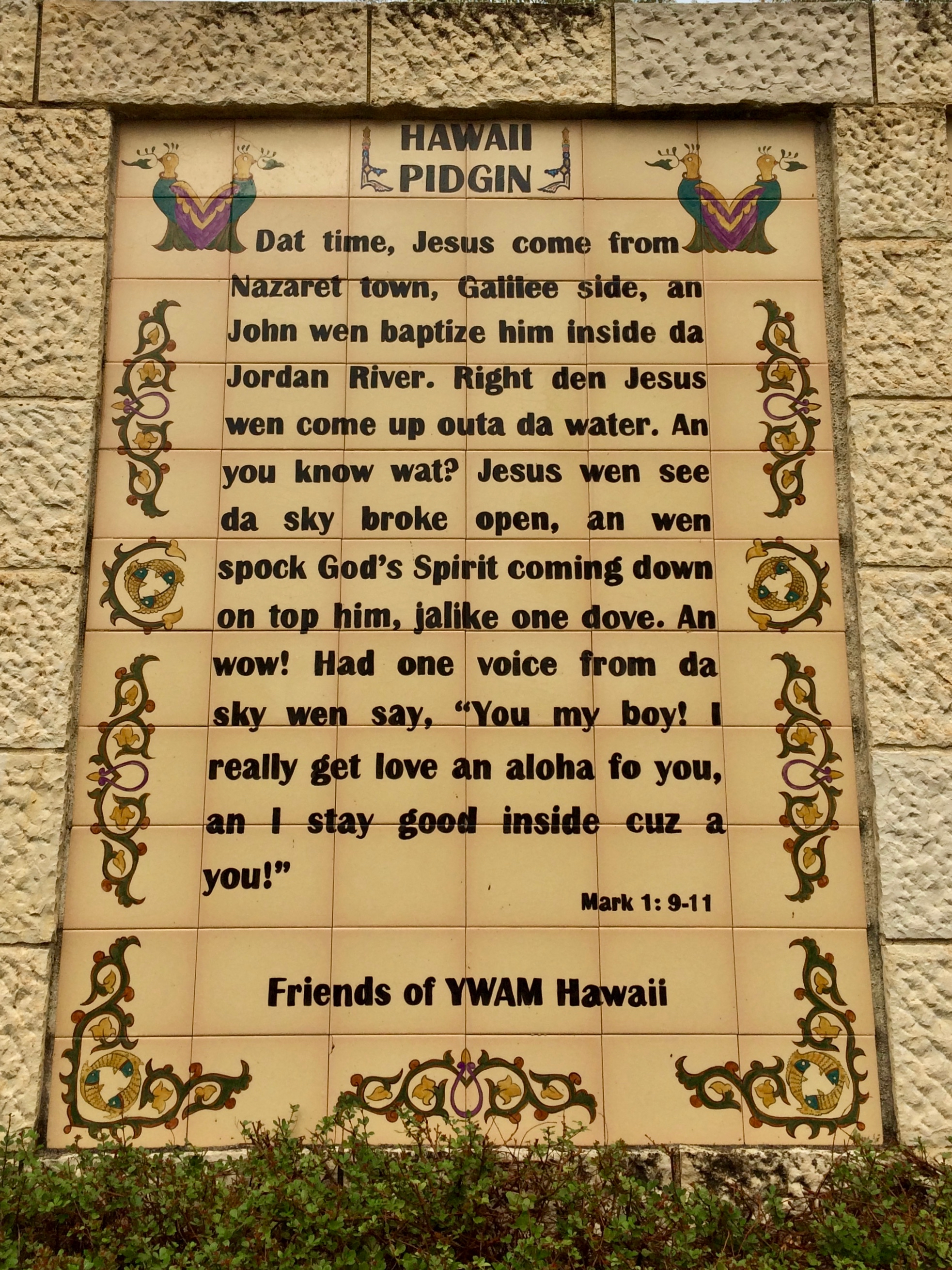
Ukázka z Evangelia podle Marka v havajské kreolštině

Havajská kreolština (též havajský pidžin, anglicky Hawaiian Pidgin, Hawaiian Creole English nebo HCE, havajsky ʻōlelo paʻi ʻai) je kreolský jazyk na bázi angličtiny, který se používá na Havaji (USA). Ačkoliv oficiálními jazyky na Havaji jsou angličtina a havajština, tak velká část obyvatel Havaje mluví (především doma a v běžných konverzacích) havajskou kreolštinou. Havajská kreolština je velmi často označována jako pidžin, ale pidžinem ve skutečnosti není, je kreolským jazykem (pidžin se stává kreolským jazykem, když má nějaké rodilé mluvčí). Podle Ethnologue má havajská kreolština 600 000 rodilých mluvčích a celkově má 1 milion mluvčích.
Havajská kreolština není zcela srozumitelná s angličtinou, ale je jí blíže než některé jiné kreolské jazyky na bázi angličtiny (například jamajský patois). Částečně je tak proto, že někteří mluvčí míchají havajskou kreolštinou spolu se standardní angličtinou.
Havajská kreolština vychází z angličtiny, ale byla ovlivněna také havajštinou a dalšími jazyky, jejichž mluvčí přišli na Havaj (portugalština, kantonština, japonština, ilokánština, okinawština, korejština, španělština). Původně se používala na třtinových plantážích jako dorozumívací jazyk (pidžin), který ale později zkreolizoval.
V havajské kreolštině nevychází mnoho knih, v psané podobě se nejčastěji používá v reklamách určených pro místní obyvatele Havaje. Přesto ale byla do havajské kreolštiny přeložena část Bible nebo některá díla od Shakespeara. Okrajově se lze setkat také s básněmi, povídkami nebo divadelními hrami v havajské kreolštině.

## Příklady

### Číslovky
| Havajská kreolština | Česky |
| won, ‘ekahi         | jeden |
| two, ‘elua          | dva   |
| tree, ‘ekolu        | tři   |
| foa, ‘eha           | čtyři |
| five, ‘elima        | pět   |
| six, ‘eono          | šest  |
| seven, ‘ehiku       | sedm  |
| eight, ‘ewalu       | osm   |
| nine, ‘eiwa         | devět |
| ten, ‘umi           | deset |

## Ukázka
Příklady vět v havajské kreolštině, pro srovnání anglický překlad spolu s českým překladem:
| Havajským pidžinem                     | anglicky                  | česky                 |
| -------------------------------------- | ------------------------- | --------------------- |
| Da book stay on top da table.          | The book is on the table. | Ta kniha je na stole. |
| Da behbeh cute.                        | The baby is cute.         | To dítě je roztomilé. |
| Da watah stay cold.                    | The water is cold.        | Ta voda je studená.   |
| I tryin fo tink. (nebo) I try fo tink. | I'm trying to think.      | Snažím se přemýšlet.  |

## Vzorový text
Da stockings was hanginʼ
on top da TV
(‘Cause no moʼ fireplace in Hawaiiʼi)
Da kids stay all crashed,
my old man too.
They leave all da work for
you-know-who.